# Dove volano i corvi d'argento
Dove volano i corvi d'argento è un film italiano del 1977 diretto da Piero Livi.

## Trama
Il pastore sardo Giacinto Fronteddu, testimone di un sequestro, viene assassinato dai criminali per timore che parli. In occasione dei funerali torna in paese Istevene, fratello di Giacinto che ormai da molti anni vive a Milano e lavora come metalmeccanico. La famiglia di Istevene, gli amici e la sua vecchia fidanzata Giovannangela insistono affinché l'uomo vendichi l'uccisione del fratello per una questione d'onore, ma lui si rifiuta; perfino quando Maineddu, fratello di Giovannangela affiliato con la mafia locale, cattura l'assassino di Giacinto per farlo ammazzare da Istevene, questi decide di consegnarlo alle forze dell'ordine. Pian piano tutti comprendono la scelta di Istevene e arrivano ad accettarla rompendo finalmente una lunga catena di sanguinose vendette.